# Maculonaclia lucia
Maculonaclia lucia är en fjärilsart som beskrevs av Charles Oberthür 1893. Maculonaclia lucia ingår i släktet Maculonaclia och familjen björnspinnare. Inga underarter finns listade i Catalogue of Life.